# Desafío extremo
Desafío extremo es una serie documental protagonizada por Jesús Calleja, y emitida por la cadena de televisión española Cuatro y Energy, y desde septiembre de 2011 también en la autonómica CYLTV (diciembre 2007 - marzo 2016). Desde abril de 2016 y hasta el 31 de agosto de 2022 el programa se solía venir repitiendo en el canal Be Mad.
El 15 de febrero de 2008 hace cima en el Aconcagua, consiguiendo con ello el hito alpinístico de realizar cumbre en las siete montañas más altas de cada continente.
En septiembre de 2008 Jesús Calleja, junto con el presidente del Gobierno, José Luis Rodríguez Zapatero, realiza un programa especial consistente en una jornada de montaña en los Picos de Europa, para realizar la ascensión al Collado Jermoso.
Con motivo de la Expo de Zaragoza, dedicada al agua, y la celebración del año Polar Internacional, Jesús Calleja y María March, realizan una travesía por el Polo Norte.
Para la tercera temporada hace cima en el Mont Blanc (Francia), junto a los pilotos del Campeonato mundial de motociclismo Dani Pedrosa (triple campeón del mundo: 1 de 125cc y 2 de 250cc, y actual piloto de MotoGP) y Héctor Barberá (actual piloto de 250 c.c.), y al triple-campeón del rally París-Dakar Marc Coma (2006, 2009 y 2011).

## Miembros de expedición
- Emilio Valdés: cámara del programa, participa en todas las aventuras.
- Kike Calleja: escalador y hermano de Jesús, acompaña a éste en gran parte de sus aventuras.
- César Villanueva: profesor de educación física y escalador.
- María March: buceadora.
- Oscar Espinasa: buceador.
- Suresh: apadrinado nepalí de Jesús.
- Puntsok: sherpa nepalí.
- Pasang: sherpa nepalí.
- Chiring: sherpa nepalí.
- Ramón Hernando de Larramendi: explorador polar e inventor del catamarán polar.
- Luis Turi: montañero argentino.
- Nacho Vidal: montañero, amigo de Jesús.
- Jesús López: montañero, amigo de Jesús.
- Manuel Caballero: montañero, amigo de Jesús.
- Julián Villarrubia: piloto de motocross.
- Marc Coma: piloto ganador del Rally Dakar.
- Dani Pedrosa: piloto de moto GP.
- Héctor Barberá: piloto de moto GP.
- Carlos Martínez: comentarista deportivo de Canal +.
- Nico Terol: piloto de motociclismo.
- Ángel Gutiérrez: Médico de expedición. Docente en la universidad de Granada

## Capítulos

### Primera temporada: 2006
| #  | Expedición                                                   | Altitud o Actividad  | Región                                                           | País                                     | Continente                        |
| -- | ------------------------------------------------------------ | -------------------- | ---------------------------------------------------------------- | ---------------------------------------- | --------------------------------- |
| 01 | Kilimanjaro                                                  | 5895 m               | Parque nacional del Kilimanjaro                                  | Tanzania                                 | África                            |
| 02 | Everest                                                      | 8848 m               | Himalaya                                                         | Nepal; Tíbet-China                       | Asia                              |
| 03 | Elbrus                                                       | 5642 m               | Cáucaso                                                          | Rusia                                    | Europa                            |
| 04 | Lhotse                                                       | 8516 m               | Himalaya                                                         | Nepal; Tíbet-China                       | Asia                              |
| 05 | El Denali                                                    | 6236 m               | Parque nacional Denali                                           | Alaska, EE. UU.                          | América del Norte                 |
| 06 | Faraones, el inicio (1/2) Faraones, el Rally (2/2)           | Motocross            | El Cairo                                                         | Egipto                                   | África                            |
| 07 | Zanskar, el río helado (1/2) Zanskar, el valle aislado (2/2) | Travesía             | Ladakh                                                           | Jammu y Cachemira-India                  | Asia                              |
| 08 | Vinson Pirámide de Carstensz Aconcagua                       | 4892 m 4884 m 6962 m | Antártica (comuna) Papúa (provincia) Parque Provincial Aconcagua | Antártida Occidental Indonesia Argentina | Antártida Oceanía América del Sur |
| 09 | Aventura en la montaña Zapatero-Calleja                      | Travesía             | Picos de Europa, León, Castilla y León                           | España                                   | Europa                            |

### Segunda temporada: 2007
| #  | Expedición                                                                   | Altitud o Actividad | Región                                 | País                 | Continente      |
| -- | ---------------------------------------------------------------------------- | ------------------- | -------------------------------------- | -------------------- | --------------- |
| 10 | Polo Norte, viaje a la deriva (1/2) Polo Norte, en el confín del mundo (2/2) | Travesía            | Polo Norte                             | Círculo polar ártico | Ártico          |
| 11 | Tiburón blanco                                                               | Submarinismo        | Provincia Occidental del Cabo          | Sudáfrica            | África          |
| 12 | Volcán Sangay                                                                | 5230 m              | Amazonía ecuatoriana                   | Ecuador              | América del Sur |
| 13 | Aconcagua                                                                    | 6962 m              | Parque Provincial Aconcagua            | Argentina            | América del Sur |
| 14 | Spitzkoppe                                                                   | 1784 m              | Región de Kunene Región de Erongo      | Namibia              | África          |
| 15 | Torre Santa                                                                  | 2596 m              | Picos de Europa, León, Castilla y León | España               | Europa          |
| 16 | Makalu                                                                       | 8463 m              | Himalaya                               | Nepal Tíbet-China    | Asia            |
| 17 | Darwin, Monte Caledonia (1/2) Darwin, inexplorado (2/2)                      | Travesía            | Tierra del Fuego Canal Beagle          | Argentina Chile      | América del Sur |
| 18 | La boda de Suresh                                                            | Boda                | Katmandú                               | Nepal                | Asia            |

### Tercera temporada: 2008
| #  | Expedición                                                                                     | Altitud o Actividad          | Región               | País                 | Continente        |
| -- | ---------------------------------------------------------------------------------------------- | ---------------------------- | -------------------- | -------------------- | ----------------- |
| 19 | Antártida: el terrible mar de Drake (1/2) Antártida: La tormenta perfecta (2/2)                | Navegación en velero         | Mar de Drake         | Antártida Occidental | Antártida         |
| 20 | Groenlandia: La ruta de los cazadores de osos(1/2) Groenlandia: Hacia el glaciar Humboldt(2/2) | Travesía en trineo de perros | Norte de Groenlandia | Groenlandia          | América del Norte |
| 21 | Mont Blanc: Expedición al Mont Blanc                                                           | Expedición al Mont Blanc     | Francia              | Francia              | Europa            |
| 22 | Submarinismo: Submarinismo extremo en el ártico canadiense                                     | Submarinismo                 | Ártico canadiense    | Canadá               | América del Norte |
| 23 | Expedición: Vanuatu: El infierno existe                                                        | Expedición                   | Océano Pacífico Sur  | República de Vanuatu | Oceanía           |
| 24 | Travesía: Dolpo: Conociendo el Alto Dolpo                                                      | Travesía                     | Reino de Mustang     | Nepal                | Asia              |

### Cuarta temporada: 2009
| #  | Expedición                                                         | Altitud o actividad                                           | Región                                | País             | Continente |
| -- | ------------------------------------------------------------------ | ------------------------------------------------------------- | ------------------------------------- | ---------------- | ---------- |
| 25 | Bajo el volcán                                                     | Travesía por volcanes de Islandia                             | Islandia                              | Islandia         | Europa     |
| 26 | Monte Fuji: con Jesús Vázquez                                      | 3776                                                          | Isla de Honshu                        | Japón            | Asia       |
| 27 | Cenotes: En busca del Chac Mool                                    | Buceo en cenotes                                              | Península del Yucatán                 | México           | América    |
| 28 | Lago Tilicho: Buceo en el Nepal                                    | Escalada del pico Toron y buceo a 5000 m                      | Himalaya                              | Nepal            | Asia       |
| 29 | Omán: La ruta del incienso                                         | Travesía por el desierto                                      | Desierto de Guadiba                   | Omán             | Asia       |
| 30 | Rwenzori: el último glaciar de África                              | 5102                                                          | Cordillera Rwenzori                   | Uganda           | África     |
| 31 | La Canal del Friero                                                | 2448                                                          | Macizo central de los Picos de Europa | España           | Europa     |
| 32 | Travesía del Hielo Sur con Nico Terol                              | Travesía por el Campo de Hielo sur; escalada del Gorra Blanca | Patagonia                             | Argentina; Chile | América    |
| 33 | Dakar: pesadilla en el desierto (1/2) Dakar: fin de trayecto (2/2) | Competición en el Rally Dakar                                 | Desierto de Atacama                   | Argentina; Chile | América    |

### Quinta temporada: 2011
| #  | Expedición                                    | Altitud o actividad                                     | Región                            | País      | Continente      |
| -- | --------------------------------------------- | ------------------------------------------------------- | --------------------------------- | --------- | --------------- |
| 34 | Inmersión Radical March-Calleja               | Espeleobuceo                                            | Cova Sa Gleda, Mallorca, Baleares | España    | Europa          |
| 35 | Bahamas. El tigre bajo el agua                | Buceando entre tiburones tigre                          | Bahamas                           | Bahamas   | América         |
| 36 | Amazonas en globo. Aterriza como puedas (1/2) | Batir el récord del mundo de vuelo en globo aerostático | Amazonas                          | Brasil    | América del Sur |
| 37 | Amazonas en globo. Aterriza como puedas (2/2) | Batir el récord del mundo de vuelo en globo aerostático | Amazonas                          | Brasil    | América del Sur |
| 38 | Wadi Rum. Escalada entre las dunas            | Escalar una pared vertical de 450 metros                | Desierto de Wadi Rum              | Jordania  | Asia            |
| 39 | Ladakh. Exploración inédita en el Himalaya    | Escalar picos vírgenes de más de 6000 metros            | Ladakh                            | India     | Asia            |
| 40 | Mongolia. Edu Soto, colgado en el Gobi        | Ascender el monte Khuiten                               | Desierto de Gobi                  | Mongolia  | Asia            |
| 41 | Antártida                                     | Correr media maratón y escalar el pico Widereofjellet   | Polo Sur                          | Antártida | Antártida       |

### Sexta temporada: 2012
| #  | Expedición                             | Altitud o actividad                                                                                 | Región               | País                            | Continente |
| -- | -------------------------------------- | --------------------------------------------------------------------------------------------------- | -------------------- | ------------------------------- | ---------- |
| 42 | EE. UU., cazatornados                  | Buscando tornados                                                                                   | Medio Oeste          | Estados Unidos                  | América    |
| 43 | Laponia, vuelo bajo cero               | Travesía en globo por encima del círculo polar ártico, cruzando el lago Inari a 40 grados bajo cero | Círculo polar ártico | Finlandia                       | Europa     |
| 44 | Bahamas, tras el tiburón oceánico      | Buceando con tiburones oceánicos de puntas blancas (nombre científico Carcharhinus longimanus)      | Bahamas              | Bahamas                         | América    |
| 45 | Congo, la furia del volcán (I)         | Tomar una muestra de lava y gas del volcán Nyamalagira                                              | África central       | República Democrática del Congo | África     |
| 46 | Congo, la furia del volcán (II)        | Descender por el cráter del Nyiragongo y dormir a 100 metros del lago del lava más grande del mundo | África central       | República Democrática del Congo | África     |
| 47 | Picos de Europa, vértigo en el Naranjo | Escalar el Naranjo de Bulnes por la cara oeste (550 metros)                                         | Picos de Europa      | España                          | Europa     |
| 48 | Mallorca en busca del tesoro           | Explorar los restos de un barco romano hundido hace 2000 años a 60 metros de profundidad            | Mallorca             | España                          | Europa     |
| 49 | Atapuerca con Dani Martínez            | Descender a la sima de los huesos                                                                   | Burgos               | España                          | Europa     |
| 50 | Bután, el enigma del Yeti              | Buscar evidencias de la existencia del Yeti                                                         | Himalaya             | Bután                           | Asia       |
| 51 | Abjasia, atrapados bajo tierra         | Descender a la sima Krúbera-Voronya                                                                 | Abjasia              | Georgia                         | Asia       |

### Séptima temporada: 2014
| #  | Expedición                            | Altitud o actividad                                                                                 | Región            | País    | Continente |
| -- | ------------------------------------- | --------------------------------------------------------------------------------------------------- | ----------------- | ------- | ---------- |
| 52 | Buscando elefantes en Namibia         | Volar en un paramotor para ver elefantes viviendo en libertad                                       | Desierto de Kaoko | Namibia | África     |
| 53 | Siberia, los últimos nómadas          | Escalar un pico virgen de los Montes Urales en invierno y conocer a los nenets, una tribu siberiana | Siberia           | Rusia   | Europa     |
| 54 | Etiopía, héroes del maratón           | Correr en Awasa una de las maratones con mayor altitud del mundo, a 1700 metros                     | Awasa             | Etiopía | África     |
| 55 | Cordillera Cantábrica, hielo vertical | Escalar la Peña Ubiña de 2417 metros y conocer cómo se vive en la zona norte de España              | Castilla y León   | España  | Europa     |

### Programas especiales
| #  | Expedición              | Altitud o actividad | Región     | País  | Continente |
| -- | ----------------------- | ------------------- | ---------- | ----- | ---------- |
| 01 | La dura vida de Calleja | Resumen             | Resumen    | Todos | Todos      |
| 02 | Los amigos de Calleja   | Resumen II          | Resumen II | Todos | Todos      |

## Audiencias y reportajes
| Temporada | Temporada | Episodios | Estreno                  | Final                    | Audiencia media | Audiencia media | Audiencia media |
| Temporada | Temporada | Episodios | Estreno                  | Final                    | Espectadores    | Cuota           |                 |
| --------- | --------- | --------- | ------------------------ | ------------------------ | --------------- | --------------- | --------------- |
|           | 1         | 11        | 29 de diciembre de 2007  | 8 de septiembre de 2008  | 1 087 000       | 7,3 %           |                 |
|           | 2         | 11        | 8 de febrero de 2009     | 12 de abril de 2009      | 2 127 000       | 11,2 %          |                 |
|           | 3         | 9         | 10 de enero de 2010      | 14 de marzo de 2010      | 1 272 000       | 6,6 %           |                 |
|           | 4         | 10        | 25 de abril de 2010      | 30 de enero de 2011      | 1 382 000       | 7,1 %           |                 |
|           | 5         | 8         | 11 de septiembre de 2011 | 26 de febrero de 2012    | 1 222 000       | 6,3 %           |                 |
|           | 6         | 10        | 11 de noviembre de 2012  | 27 de septiembre de 2013 | 1 004 000       | 5,1 %           |                 |
|           | 7         | 4         | 20 de julio de 2014      | 10 de agosto de 2014     | 767 000         | 6,4 %           |                 |
| Total     | Total     | 63        | 29 de diciembre de 2007  | 10 de agosto de 2014     | 1 307 000       | 7,2 %           |                 |

### Temporada 1
| N.º Serie | N.º Temp. | Título original                                     | Fecha de emisión        | Audiencia         |
| --------- | --------- | --------------------------------------------------- | ----------------------- | ----------------- |
| 1         | 1         | « El Kilimanjaro»                                   | 29 de diciembre de 2007 | 1 248 000 (8,5 %) |
| 2         | 2         | « Monte Everest»                                    | 5 de enero de 2008      | 989 000 (7,4 %)   |
| 3         | 3         | « Monta Elbrús»                                     | 12 de enero de 2008     | 1 208 000 (8,1 %) |
| 4         | 4         | « El Lhotse»                                        | 19 de enero de 2008     | 975 000 (6,5 %)   |
| 5         | 5         | « El Denali»                                        | 2 de febrero de 2008    | 805 000 (5,7 %)   |
| 6         | 6         | « Rally de los Faraones»                            | 9 de febrero de 2008    | 903 000 (5,8 %)   |
| 7         | 7         | « Siete Faraones, el Rally»                         | 16 de febrero de 2008   | 870 000 (5,8 %)   |
| 8         | 8         | « Zanskar, el río helado»                           | 1 de marzo de 2008      | 1 238 000 (8,7 %) |
| 9         | 9         | « Zanskar, el valle aislado»                        | 8 de marzo de 2008      | 1 181 000 (7,9 %) |
| 10        | 10        | « Macizo Vinson, Pirámide de Carstensz y Aconcagua» | 15 de marzo de 2008     | 968 000 (6,7 %)   |
| 11        | 11        | « Aventuras en la montaña Zapatero-Calleja»         | 8 de septiembre de 2008 | 1 580 000 (9,7 %) |

### Temporada 2
| N.º Serie | N.º Temp. | Título original                       | Fecha de emisión      | Audiencia          |
| --------- | --------- | ------------------------------------- | --------------------- | ------------------ |
| 12        | 1         | « Expedición-Tiburón Blanco»          | 8 de febrero de 2009  | 2 315 000 (11,7 %) |
| 13        | 2         | « Volcán Sangay»                      | 15 de febrero de 2009 | 2 486 000 (12,6 %) |
| 14        | 3         | « El Aconcagua»                       | 22 de febrero de 2009 | 2 095 000 (11,0 %) |
| 15        | 4         | « Spitzkoppe»                         | 1 de marzo de 2009    | 1 892 000 (9,4 %)  |
| 16        | 5         | « Torre Santa»                        | 8 de marzo de 2009    | 2 049 000 (10,5 %) |
| 17        | 6         | « Makalu»                             | 15 de marzo de 2009   | 2 251 000 (12,0 %) |
| 18        | 7         | « La boda de Suresh»                  | 19 de abril de 2009   | 2 608 000 (14,4 %) |
| 19        | 8         | « Cordillera Darwin»                  | 22 de mayo de 2009    | 2 514 000 (12,6 %) |
| 20        | 9         | « Darwin inexplorado»                 | 29 de marzo de 2009   | 2 106 000 (11,0 %) |
| 21        | 10        | « Polo Norte, en el confín del mundo» | 5 de abril de 2009    | 1 738 000 (10,0 %) |
| 22        | 11        | « Polo Norte»                         | 12 de abril de 2009   | 1 349 000 (7,8 %)  |

### Temporada 3
| N.º Serie | N.º Temp. | Título original                                  | Fecha de emisión      | Audiencia         |
| --------- | --------- | ------------------------------------------------ | --------------------- | ----------------- |
| 23        | 1         | « Antártida: El terrible mar de Drake»           | 10 de enero de 2010   | 1 223 000 (6,7 %) |
| 24        | 2         | « Antártida: La tormenta perfecta»               | 10 de enero de 2010   | 1 223 000 (6,7 %) |
| 25        | 3         | « Groenlandia, la ruta de los cazadores de osos» | 31 de enero de 2010   | 1 263 000 (6,6 %) |
| 26        | 4         | « Groenlandia, hacia el glaciar Humboldt»        | 7 de febrero de 2010  | 1 101 000 (5,9 %) |
| 27        | 5         | « El Mont Blanc»                                 | 14 de febrero de 2010 | 1 054 000 (5,7 %) |
| 28        | 6         | « Buceo Ártico»                                  | 21 de febrero de 2010 | 1 489 000 (7,4 %) |
| 29        | 7         | « Vanuatu: El infierno existe»                   | 7 de marzo de 2010    | 1 406 000 (7,6 %) |
| 30        | 8         | « Dolpo»                                         | 14 de marzo de 2010   | 1 540 000 (7,6 %) |
| 31        | 9         | « La Antártida»                                  | 14 de marzo de 2010   | 1 153 000 (5,8 %) |

### Temporada 4
| N.º Serie | N.º Temp. | Título original                          | Fecha de emisión        | Audiencia         |
| --------- | --------- | ---------------------------------------- | ----------------------- | ----------------- |
| 32        | 1         | « Bajo el volcán»                        | 25 de abril de 2010     | 1 722 000 (9,4 %) |
| 33        | 2         | « Monte Fuji con Jesús Vázquez»          | 5 de diciembre de 2010  | 1 322 000 (7,5 %) |
| 34        | 3         | « Cenotes: en busca del Chac Mool»       | 12 de diciembre de 2010 | 1 673 000 (8,3 %) |
| 35        | 4         | « Tilicho: buceo en Nepal»               | 19 de diciembre de 2010 | 1 357 000 (6,7 %) |
| 36        | 5         | « Omán: la ruta del incienso»            | 26 de diciembre de 2010 | 1 366 000 (7,2 %) |
| 37        | 6         | « Rwenzori: el último glaciar de África» | 2 de enero de 2011      | 1 353 000 (7,0 %) |
| 38        | 7         | « La Torre del Friero»                   | 9 de enero de 2011      | 1 305 000 (6,4 %) |
| 39        | 8         | « Travesía del Hielo Sur con Nico Terol» | 16 de enero de 2011     | 1 264 000 (6,2 %) |
| 40        | 9         | « Dakar, pesadilla en el desierto (I)»   | 23 de enero de 2011     | 1 344 000 (6,7 %) |
| 41        | 10        | « Dakar, pesadilla en el desierto (II)»  | 30 de enero de 2011     | 1 117 000 (5,7 %) |

### Temporada 5
| N.º Serie | N.º Temp. | Título original                               | Fecha de emisión         | Audiencia         |
| --------- | --------- | --------------------------------------------- | ------------------------ | ----------------- |
| 42        | 1         | « Inmersión radical Marcha-Calleja»           | 11 de septiembre de 2011 | 956 000 (6,1 %)   |
| 43        | 2         | « Bahamas, el tigre bajo el agua»             | 13 de noviembre de 2011  | 1 574 000 (7,5 %) |
| 44        | 3         | « Amazonas en globo: Aterriza como puedas»    | 20 de noviembre de 2011  | 1 396 000 (6,3 %) |
| 45        | 4         | « Amazonas en globo: Récord en la jungla»     | 27 de noviembre de 2011  | 1 274 000 (6,0 %) |
| 46        | 5         | « Wadi Rum: Escalada entre las dunas»         | 4 de diciembre de 2011   | 1 195 000 (6,0 %) |
| 47        | 6         | « Ladakh: Exploración inédita en el Himalaya» | 18 de diciembre de 2011  | 1 366 000 (7,2 %) |
| 48        | 7         | « Mongolia: Edu Soto, colgado en el Gobi»     | 26 de diciembre de 2011  | 986 000 (5,1 %)   |
| 49        | 8         | « Jesús Calleja en la Antártida»              | 26 de febrero de 2012    | 1 036 000 (6,2 %) |

### Temporada 6
| N.º Serie | N.º Temp. | Título original                           | Fecha de emisión         | Audiencia         |
| --------- | --------- | ----------------------------------------- | ------------------------ | ----------------- |
| 50        | 1         | « EE. UU. Cazatornados»                   | 11 de noviembre de 2012  | 1 221 000 (6,3 %) |
| 51        | 2         | « Laponia, vuelo bajo cero»               | 18 de noviembre de 2011  | 837 000 (4,4 %)   |
| 52        | 3         | « Bahamas, tras el tiburón oceánico»      | 25 de noviembre de 2012  | 873 000 (4,2 %)   |
| 53        | 4         | « Congo, la furia del volcán (I)»         | 2 de diciembre de 2012   | 1 023 000 (4,8 %) |
| 54        | 5         | « Congo, la furia del volcán (II)»        | 9 de diciembre de 2012   | 881 000 (4,3 %)   |
| 55        | 6         | « Picos de Europa, vértigo en el Naranjo» | 16 de diciembre de 2012  | 1 016 000 (5,1 %) |
| 56        | 7         | « Mallorca en busca del tesoro»           | 6 de enero de 2013       | 969 000 (5,0 %)   |
| 57        | 8         | « Atapuerca con Dani Martínez»            | 13 de enero de 2013      | 1 263 000 (6,4 %) |
| 58        | 9         | « Bután, el enigma del Yeti»              | 20 de enero de 2013      | 1 039 000 (5,3 %) |
| 59        | 10        | « Abjasia atrapados bajo tierra»          | 27 de septiembre de 2013 | 918 000 (5,5 %)   |

### Temporada 7
| N.º Serie | N.º Temp. | Título original                          | Fecha de emisión     | Audiencia       |
| --------- | --------- | ---------------------------------------- | -------------------- | --------------- |
| 60        | 1         | « Buscando elefantes en Namibia»         | 20 de julio de 2014  | 786 000 (6,0 %) |
| 61        | 2         | « Sibera, los últimos nómadas»           | 27 de julio de 2014  | 685 000 (5,6 %) |
| 62        | 3         | « Etiopía, héroes del maratón»           | 3 de agosto de 2014  | 953 000 (8,0 %) |
| 63        | 4         | « Cordillera Cantábrica, hielo vertical» | 10 de agosto de 2014 | 644 000 (5,7 %) |

### Programas especiales
| N.º Serie | N.º Temp. | Título original                    | Fecha de emisión      | Espectadores | Share |
| --------- | --------- | ---------------------------------- | --------------------- | ------------ | ----- |
| 1         | 1         | «Los amigos de Calleja»            | 2 de febrero de 2010  | 743 000      | 4,0%  |
| 2         | 2         | «La dura vida de Calleja»          | 28 de febrero de 2010 | 670 000      | 4,0%  |
| 3         | 3         | «Desafío Extremo África Race (I)»  | 8 de febrero de 2014  | 492 000      | 2,9%  |
| 4         | 4         | «Desafío Extremo África Race (II)» | 9 de febrero de 2014  | 661 000      | 3,3%  |